# Jimmy Hull
James R. "Jimmy" Hull (Leesburg, Ohio, 15 de febrero de 1917 - Columbus, Ohio, 2 de noviembre de 1991) fue un jugador de baloncesto estadounidense que llevó a su equipo universitario, los Ohio State Buckeyes, a disputar la final nacional, siendo elegido mejor jugador del torneo. Con 1,78 metros de altura, lo hacía en la posición de alero.

## Trayectoria deportiva

### Universidad
Jugó durante tres temporadas con los Universidad de Ohio State de la Universidad Estatal de Ohio, en las que promedió 10,9 puntos por partido. Fue elegido Mejor Jugador del Torneo de la NCAA, tras promediar 20 puntos en los dos partidos finales, además de liderar el Torneo de la NCAA de 1939 en anotación, promediando 19,3 puntos por partido. Fue también incluido en el mejor quinteto de la Big Ten Conference esa temporada, tras promediar 15,6 puntos por partido.

### Entrenador
Tras acabar su ciclo universitario, Hull decidió no seguir una carrera profesional en el baloncesto, y decidió quedarse en la universidad a acabar su carrera de odontología. Mientras eso ocurría, fue el entrenador del equipo freshman de los Buckeyes.
Falleció víctima de un ataque al corazón el 2 de noviembre de 1991, a los 74 años de edad.